# Still (Tamia-låt)
"Still" är en sång med den kanadensiska R&B-sångerskan Tamia, komponerad av Jonta Austin, Bryan-Michael Cox och Jermaine Dupri för sångerskans tredje studioalbum More. 
Låten gavs ut som skivans tredje och sista singel den 19 oktober 2004 och bemöttes med främst negativ kritik. Allmusic beskrev sången som "albumutfyllnad". Singeln misslyckades helt att ta sig in på de flesta topplistor däribland USA:s singellista Billboard Hot 100, och tog sig inte hellre högre än till 80:e plats på USA:s R&B-lista. "Still" hade dock en viss framgång på USA:s danslista med en 34:e plats.

## Format och innehållsförteckningar
- CD-singel

1. "Still" (Album version)
2. "Officially Missing You"

- Maxi CD-singel

1. "Still (E-Smoove Mix)" – 7:19
2. "Still (Lenny B. Club Mix)" – 7:13
3. "Still (Johnick/FTL Club Mix)" – 8:29
4. "Still (Mr. Mig Club Mix)" – 7:21
5. "Still (DJ Spinna Club Mix)" – 9:08
6. "Still (D F a Mix)" – 8:58
7. "Stranger In My House (Global Club Mix)" – 6:54
8. "Tell Me Who (Global Club Mix)" – 6:21
9. "Still (Kenny G Club Mix)" – 6:36
10. "Still (Mr. Mig Break Mix)" – 7:29

## Listor
| Lista (2004)                                | Topposition |
| ------------------------------------------- | ----------- |
| Amerikanska Billboard Hot R&B/Hip-Hop Songs | 83          |
| Amerikanska Hot Dance Club play             | 34          |